# Emilia Warenski
Emilia Lilith Warenski (* 30. März 2004 in Innsbruck, Tirol) ist eine österreichische Schauspielerin.

## Leben und Karriere
Emilia Warenski stammt aus Sistrans. Sie besuchte ein Sportgymnasium in Innsbruck und legte ihren persönlichen Schwerpunkt auf das Klettern. Seit 2018 nimmt sie regelmäßig an internationalen Wettkämpfen teil. 2019 belegte sie in ihrer Paradedisziplin Lead Platz zwei beim Jugend-Europacup in Saint-Pierre-en-Faucigny. Zwei Monate später belegte sie bei den IFSC-Juniorenweltmeisterschaften in Arco die Ränge sieben, 14 und 18 in Lead, Bouldern und Speed und verpasste als Kombinationsvierte nur knapp einen Medaillengewinn. Bei den Junioreneuropameisterschaften in Woronesch wurde sie in der Kombination erneut Vierte. 2022 gelang ihr als Zweite in Ostermundigen ein weiterer Europacup-Podestplatz.
Die chorerfahrene Warenski absolvierte einen einjährigen Schauspielkurs am Tiroler Landestheater. Ihren ersten Filmauftritt hatte sie im Alter von neun Jahren in Rise Up! And Dance. Sechs Jahre später stand sie für den Film Madison als junge Mountainbikerin Vicky vor der Kamera. Es folgten kleinere Nebenrollen im Landkrimi Steirerrausch sowie in einer Episode der ZDF-Serie Die Bergretter. In der österreichisch-schweizerischen Co-Produktion School of Champions über den Alltag in einem fiktiven Elite-Ski-Internat spielt sie als ehrgeizige Gasteiner Bauerntochter Dani Strobl erstmals eine Hauptrolle.

## Filmografie
- 2014: Rise Up! And Dance
- 2020: Madison
- 2021: Steirerrausch (Fernsehfilm)
- 2023: Die Bergretter (Fernsehserie, 1 Episode)
- 2023: School of Champions (Fernsehserie, 8 Episoden)